# Angelonia acuminatissima
Angelonia acuminatissima là một loài thực vật có hoa trong họ Mã đề. Loài này được Herzog mô tả khoa học đầu tiên năm 1916.